# Cisitalia

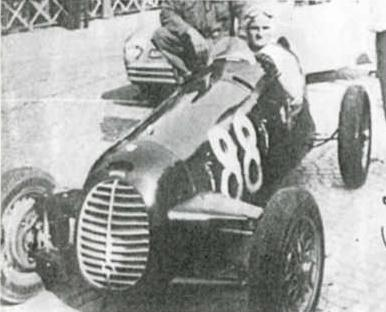
Ilario Bandini no Cisitalia D46 em Asti 1947

Cisitalia era uma marca italiana de carros esportivos e de corridas. O nome "Cisitalia" deriva de Compagnia Industriale Sportiva Italia, um conglomerado empresarial fundado em Turim em 1946 e controlado pelo rico industrial e esportista Piero Dusio. O Cisitalia 202 GT de 1946 é bem conhecido no mundo como uma "escultura de rolamento".